# Атанасије Теодоровић
Атанасије Теодоровић (Рума, 1801 — Београд, 1842) био је српски филозоф и правник. Био је директор прве српске гимназије, професор прве српске војне школе и један од прва два професора Лицеума Књажества сербског, прве високе школе у Србији.

## Биографија
Атанасије Теодоровић рођен је у Руми 1801. године. После свршене гимназије у Сремским Карловцима, где се предавало на латинском и немачком језику, студирао је филозофију и право у Пешти, где је докторирао филозофију. По завршетку студија постаје професор у Карловачкој гимназији, а хонорарно се бави адвокатуром.
Године 1832, на позив кнеза Милоша Обреновића, долази у Србију. Када је у Кагујевцу основана прва гимназија у Србији, Прва крагујевачка гимназија, он је 3. априла 1832. године постављен за њеног директора. Међутим, у Крагујевцу је осумњичен да је писао неко писмо против Јеленке Хербез, љубавнице кнеза Милоша, познате и као Мала госпођа и пребачен за писара у Гургусовачки суд. Када му је кнез Милош опростио кривицу, враћен је на место професора. У гимназији је предавао предмет филозофическо–историческе науке. Важио је за узорног професора у тадашњем школству у Србији.
Када је 1837. у Пожаревцу отворена Гвардијска школа, прва војна школа у Србији, постављен је за професора, али је већ идуће године, по налогу кнеза Милоша, додељен Попечитељству просвештенија (Министартсво просвете) као учен и искусан човек, са задатком да се стара о издавању уџбеника за ђаке гимназије.
У јесен 1838. у Крагујевцу је отворен Лицеум Књажества сербског и Атанасије Теодоровић је, уз Петра Радовановића, одређен за једног од прва два професора. На Лицеуму је школске 1838–1839. године предавао филозофију и општу историју. Њих двојицу су већ y првој години заменили Константин Бранковић и Исидор Стојановић.
На лични захтев од 11. марта 1839. године премештен је у Попоечитељство правосудија (Министартсво правосуђа) за секретара. Једно време био је начелник једног одељења овог министарства и члан Апелационог суда.
Умро је 1842. године у Београду, где је и сахрањен.

## Књижевни и научни рад
Атанасије Теодоровић бавио се и књижевним радом. Током студија је објављивао песме у Новинама србским. По преласку у Србију није имао много времена за писање, али је објавио  мањи број песамо, углавном за школске приредбе. Сарађивао је са Летописом Матице српске. Као истакнути културни радник одржавао је везе са многим књижевницима и научницима тог времена, међу којима су Вук Караџић, Димитрије Тирол, Јован Стерија Поповић, Јован Хаџић, Димитрије Давидовић и други.
Теодоровић је 1837. године објавио књигу Историја Русије. Ту историју, која има карактер уџбеника, посветио је кнезу Милошу. Писао је према делима немачких писаца тога времена и по двема кратким историјама Русије. Била је то прва српска књига из историје Русије.

## Значај
У развоју српске историјске науке Атанасије Теодоровић заузима истакнуто место, као први предавач опште историје на високој школи. Ако се зна да у то време настава из националне историје још увек није била одвојена од опште, подразумева се да је држао и предавања из националне историје.